# کلاب ۳۲۸
کلاب ۳۲۸ (به انگلیسی: Club 328) یک شرکت هواپیمایی است که در تاریخ ۲۰۰۵ میلادی تأسیس شده است. دفتر مرکزی کلاب ۳۲۸ در ساوت‌همپتون، بریتانیا واقع شده‌است و قطب این شرکت هواپیمایی در فرودگاه ساوت‌همپتون قرار دارد.